# 病識
病識（びょうしき）は、その人が病的な状態にあることを自分で認めていることを指す。病的な状態にある人が、自分が病気であることを自認している（自分で認めている）ことを「病識がある」と言う。一方、病的な状態であるにもかかわらず、自分が病気であることを自認していない状態を「病識が無い」と言う（病識欠如）。
病むという事は、身体的、精神的、社会的生活のどこかが不健康であるというサインである。人はこのサインを受け止め、日常生活を修正し、病因について管理・治療を受ければ、多くの病気は早期に消失し、今まで以上に健康な日常生活を手に入れることができる。
自分が病的な状態であることを確信していなくても、薄々は気が付いている状態を、「病感がある」と言う。特に精神障害の場合、その障害による影響もあって、たとえ「病感」があっても「病識」まで至らない場合が多い。

## 病識欠如
病的な状態にある人は、自分が病的な状態にあることを自認していることが普通である。また自分の状態に気が付いていない場合でも、他の人に自分の状態を指摘されたり、医者の診断によって自分が病気である証拠を見せられたりして、自分が病的な状態にあることに気付かされた場合、それと同時に自分が病気であることを認めるのが普通なので、わざわざ「病識がある」とは通常は言わない。
客観的に見て明らかに病的な状態であるにも拘らず、自分が病的な状態であることに全く気が付いていない場合、あるいは自分が病的な状態であることを医師などの専門家に指摘されたり、自分でも薄々は気が付いているにもかかわらず、自分が病的な状態であることを認めていない場合、「病識がない」状態と言われる。ただし、あくまで他の人から見て「病識がない病人」の状態であり、患者本人としては「普通の健康な人」の状態のつもりである。
病識が欠如している状態を「病識欠如」と言う。「病識欠如」は統合失調症の典型的な症状の一つであり、「病識」が問題となる場合は、特に統合失調症における「病識欠如」について言う場合が多い。統合失調症において「病識欠如」が起こるのは、統合失調症の症状の一つである「現実検討能力の欠如」など、複数の要因が絡んでいると考えられており、まだはっきりとは解明されていない。

### 否認とスティグマ
精神障害や依存症などでは、患者自身に病識が無いのが普通であり、自ら進んで病院に行こうとしないため、家族などの周囲の人々に統合失調症や依存症に関する正しい知識が無い場合や、患者の状態に気付いてくれる周囲の人々がいない場合、「病院に連れて行って治療を受けさせる」と言う方法を取れず、治療の開始が遅れやすい。また、医者の治療にかかることが出来ても、「病識」が無い場合、自ら進んで治療を行おうとはしないばかりか、治療を拒絶する態度を取るため（否認）、しばしば治療が中断され、病気が進行して致命的な結果を招くことになる。
精神疾患や依存症などでは、患者に「病識」を持たせることよりもまず治療が優先されるが、ある程度治療が進んでも「病識」が得られないことも多く、そのせいで、退院できるレベルまで回復しても自己判断で治療を勝手に取りやめたり酒を飲んだりすることがあり、これが病気の再発を招くなど、予後の悪さにも関わってくる。
そのため、精神障害や依存症などの病気では、患者の周囲の人々の「病識」も重要となる。精神障害に関しては、精神障害者に対する差別意識（スティグマ）などから、患者の家族や親しい人々ですら、自身の身内が病的な状態であるとは認めたがらず（否認）、患者が事件を起こすなどして、第三者の介入がなされてはじめて患者の治療が開始される場合が多い。また、アルコール依存症やギャンブル依存症などの依存症は、れっきとした「病気」であるにもかかわらず、「本人の自己責任」などと考える人がかなりいる。患者の病死・自殺や殺人（患者に殺害される）などの致命的な結果を招かないためにも、まず患者の周囲の人々が「病識」を持ち、患者とともに病気に立ち向かう姿勢が重要となる。

## 内科系疾患
健康診断を受け、異常を指摘されても、症状がない場合、日常生活に影響が及ぶことを恐れ、病的状態を認めないことがある。病識がない状態である。

## 精神科系疾患
精神障害の場合、患者自身の精神障害に対する差別意識もあって、たとえ「最近何かおかしい」と言う「病感」が起こったとしても、「自分は精神障害である」という「病識」に至ることはなかなか難しい。
特に統合失調症に関しては、世界保健機関（WHO）の報告では生涯有病率は0.1 - 1.8%と、人間の人生において罹患する可能性が決して少なくないにもかかわらず、患者自身が「自分は統合失調症である」という「病識」に至らない場合がとても多い。WHOの1973年の報告では、統合失調症患者の97%に「病識欠如」が認められ、「病識欠如」は統合失調症の特徴の一つとされる。
精神疾患の発症初期において、「統合失調症の陽性症状」と「双極性障害の躁状態」が、「統合失調症の陰性症状」と「双極性障害のうつ状態」が、それぞれよく似ており、経験の浅い医者には区別が難しい場合があるが、統合失調症と双極性障害（躁うつ病）の両者を区別する際に、「病識」の有無が一つの指標となる。つまり、一つの指標として、統合失調症は「病識が無い」状態が多いが、双極性障害はいかに重くても「病識がある」場合が多い。
精神障害の場合、「病識」は有っても「正しい病識」が無い場合もある。特に統合失調症は、統合失調症の患者が自身を「躁うつ病である」などと、自分が納得できる病名を勝手に自認する場合がある。実際は、統合失調症は、誰でもかかりうる病気であり、正しい病識をもって正しい治療さえすれば普通に社会復帰できるような病気であり、決して差別するような病気ではない。うつ病が誰でもかかりうる普通の病気であることを周知させるために、1990年代末より製薬業界が「うつは『こころの風邪』」との啓発キャンペーンを行い、成功した歴史があるが、統合失調症も普通にかかりうる「こころの病気」であり、統合失調症に罹患することも、決して恥ずかしいようなことではない。
双極性障害においても、本人は躁状態を心地良く感じ、病気であると思わないことや、躁状態に戻りたいとさえ考える人もいるため、患者教育にて病識を持たせることが重要である。
精神疾患においては、患者本人の「病識が無い」状態とは別に、患者の周囲の人々に「病識がない」状態が、症状の悪化を招くこともある。特に統合失調症やアルコール依存症などでは、患者自身に病識が無いのが普通である上に、精神障害に対する無理解、あるいは精神障害者に対する差別意識によって、自分の身内が精神疾患だと認めたがらず、そのせいでも治療の開始が遅れがちである。精神障害の初期症状を、単に「ひきこもり」や「家庭内暴力」などと考え、治療を受けさせずに放置していると、次第に悪化して自殺や殺人など取り返しのつかないことになる。統合失調症の患者の存在は、本人でも家族でもない第三者が初めに気付くことが多く、第三者がまず患者の家族に「病識」を持たせることも重要となる。
学習障害やアスペルガー症候群などの発達障害は、患者自身が病気の概念を持てないような低年齢で発現し、学校でのいじめやドロップアウトなどの深刻な事態をもたらすので、家族側の「病識」が特に重要となってくる。特に軽度な発達障害においては、周囲も患者自身も気が付きにくく、そのまま生きづらさを抱えて人生を過ごす場合も多いが、一方で投薬などの大掛かりな治療を必要とせず、現代においては周囲の適切なサポートとソーシャルスキルトレーニング（SST）などの適切な訓練によって、十分に社会適応が行え、普通の人生を送れるような病気となっているので、就職・進学と言った本格的な社会参加の時期を迎える前に、まずは病識を持って正しい訓練を受けさせることが重要となる。
精神疾患の場合、見た目に病的だとは分からないこともあり、特に症状が目立たない発症初期においては、本人や家族にも病気だと解らないことがある。しかし本人に「病識」がなくても「病感」さえあれば、「こころの健康相談」に電話して、医療機関の紹介を受け、すぐに治療が開始できる。発症の初期の場合は投薬治療すらせずに、生活環境を整えるだけで治療できる場合もあり、治療が早ければそれだけ良好な予後が期待できる病気である。仮に重症化したとしても、現代では精神障害用の良い薬もあり、「病識」を持って治療を受けながら普通に社会生活を送っている患者もたくさんいる。
いずれにせよ、自己診断が最も危険であり、正しく「病識」を持つためには、医療機関での診療を受けなければならない。日本では精神保健及び精神障害者福祉に関する法律により、国民の精神的健康の保持が義務付けられており、各自治体に精神保健福祉相談員などが配備されて「こころの健康相談」を行っている。無料で相談できるので、取り返しのつかない事態になる前に、たとえ「病識」が無くとも、「病感」がある段階で気軽に相談することが望ましい。
このように緊急の治療が必要にもかかわらず病識欠如により患者が治療を拒むことが想定されるため、精神保健及び精神障害者福祉に関する法律では特定の要件を満たす場合非自発入院による強制入院治療を規定している。

### 統合失調症における「病識」
統合失調症の発症初期は、「誰かの声が聞こえるような気がする」「誰かに見張られているような気がする」などと言った、漠然とした感覚として現れることが多く（統合失調症のリスク期）、この段階では「自分は病的な状態にあるのではないか」と言う「病感」「病識」がある場合も多い。
しかし、そのまま治療を受けないでいる（Duration of untreated psychosis、DUP、精神病未治療期間が長くなる）と、統合失調症の症状の一つである「現実検討能力の欠如」や、統合失調症に対する差別意識の強さなどもあって、「自分は統合失調症である」と言う可能性を排除しながら自分の感覚を合理的に解釈して、「自分は村の有力者に嫌われて村八分になったので、村の人がみんな自分の悪口を言うようになった」「自分はネットでカルト教団を批判したので、カルト教団の構成員らに常に見張られるようになった」などという結論に至る。病状の進行から、統合失調症の陽性症状である「幻覚」や「妄想」などが現れるようになり、「村の人が自分の悪口を言っている」「自宅周辺で複数の人が自分を見張っている」ということが「事実」として患者に確信される段階に至ると（統合失調症の急性期）、「病識」は無くなってしまう。この段階で、ようやく家族などの周囲の人が、患者が病的な状態にあるという「病識」を得ることが多いが、患者本人の病識が無いため、「家族が村の有力者に騙されて、自分が統合失調症だと思い込んでいる」「カルト教団に洗脳された家族が出鱈目な理由で自分を拉致しようとしている」などと解釈され、患者を病院に連れて行くことは困難になっている。
統合失調症のリスク期で治療を受けた場合、基本的には投薬治療を行わず、ストレスを減らすなどの生活環境の改善だけで済む場合が多い。しかし統合失調症の急性期より以降で治療を受けた場合、患者に「病識」を持たせることよりも、まず治療（投薬治療）が優先される。急性期の記憶が残らない患者も多いため、患者の状態が落ち着いた後、長期の治療においてゆっくりと「病識」を持たせることが必要になる。
統合失調症の患者が「病識」を持った時、「病識」を持てるほど回復した、つまり寛解したと見なされ、治療の一つの指標となる。しかし、急性期を過ぎた患者が「病識」を持った時、過去の自分を理性的に振り返って苦しみを覚え、自殺などを起こしやすいため注意が必要である。「病識」を持つことの苦しみからか、社会生活を送れているほど寛解した統合失調症患者であっても、過去の自分が統合失調症であったという「病識」を持たないこともある。「統合失調症」という病識を無理に持たせる必要はなく、「何か」の治療を行うことで社会生活を送れているなら充分である。「病識欠如」よりも「治療の中断」が最も避けるべきことで、病気の再発や悪化を招くので、「病識」が無い場合は周囲のサポートが不可欠である。